# Buchholz BE
| BE ist das Kürzel für den Kanton Bern in der Schweiz. Es wird verwendet, um Verwechslungen mit anderen Einträgen des Namens Buchholz zu vermeiden. |

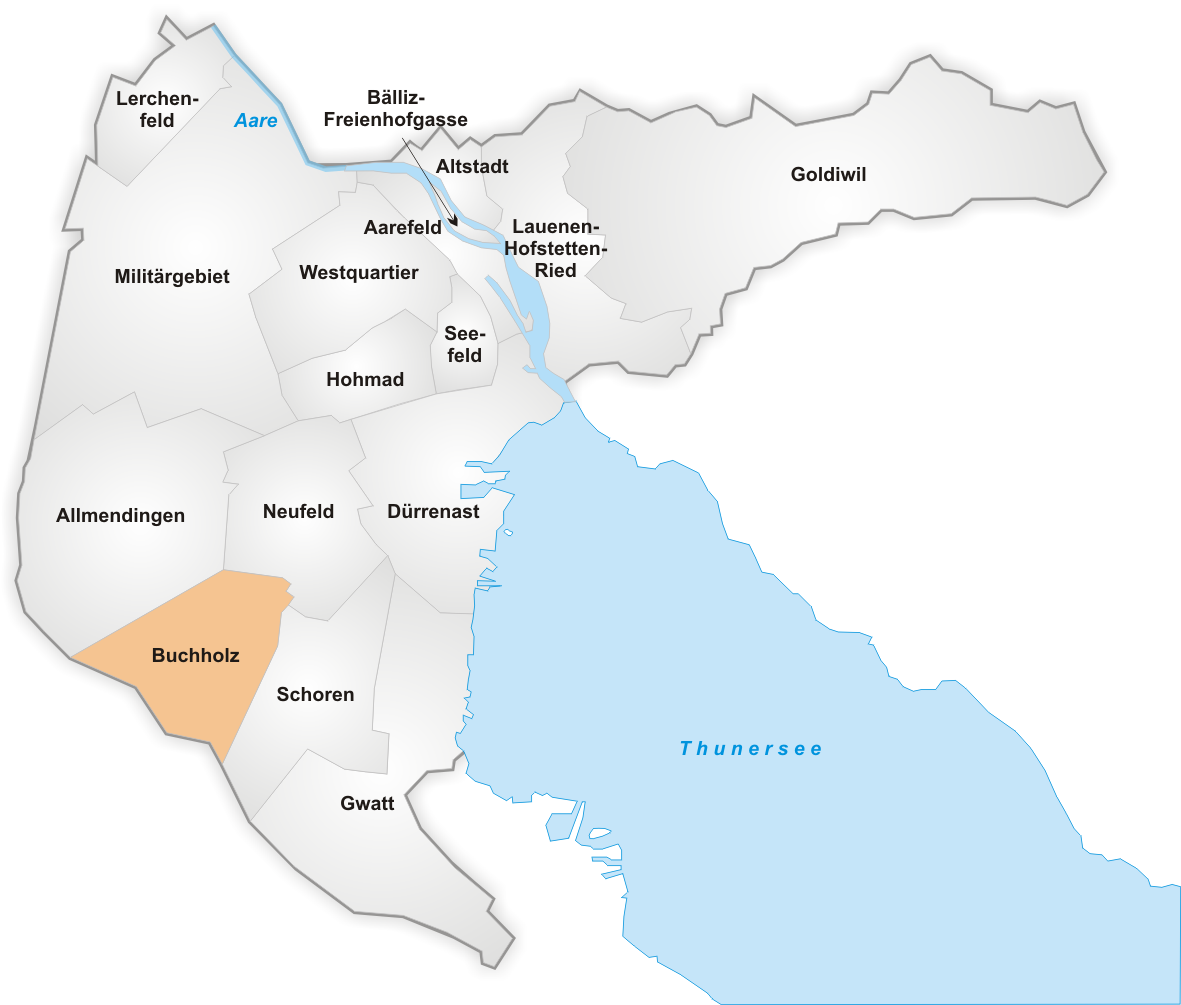
Quartier Buchholz

Buchholz (auch Buechholz geschrieben) ist ein Stadtteil von Thun in der Schweiz.

## Geographie
Buchholz befindet sich am westlichen Rand des Gemeindegebiets von Thun. Es grenzt im Südosten an Schoren, im Nordosten ans Neufeld, im Nordwesten (durch unbebautes Land getrennt) an Allmendingen und im Westen/Südwesten an den von der Autobahn A6 durchquerten Burgerwald.
Buchholz ist zwar mit den benachbarten Quartieren Schoren und Neufeld praktisch zusammengewachsen, hat aber den Charakter eines Bauerndorfes bewahrt.

## Geschichte
In der Nähe des heutigen Dorfes wurden zahlreiche Funde aus der Jungsteinzeit und der Bronzezeit entdeckt. Der Name «Buchholz» wurde 1287 zum ersten Mal als Ortsbezeichnung urkundlich erwähnt; noch älter ist aber der Familienname «von Buchholz», der bereits für das Jahr 1240 belegt ist. Buchholz gehörte zur Gemeinde Strättligen, die 1920 in die Stadt Thun eingemeindet wurde.